# Bersi Skáldtorfuson

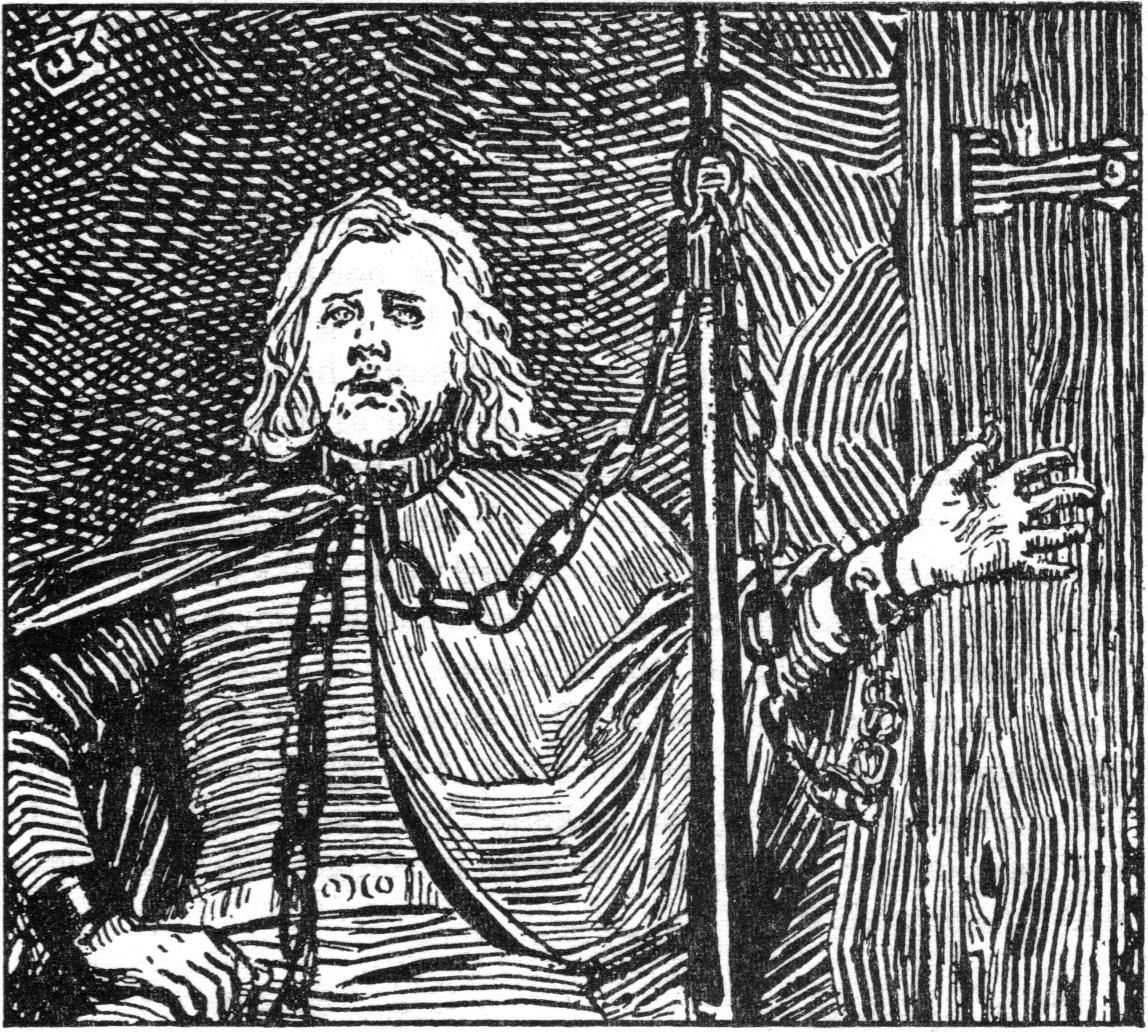
Bersi Skáldtorfuson in catene, Krohg, 1890

Bersi Skáldtorfuson (985/990 – Roma, 1030) è stato un poeta islandese.

## Biografia
Bersi deriva il nome Skáldtorfuson dalla madre, una sconosciuta Torfa di Miðfjörður, anche lei uno scaldo. Sembra che provenisse da Húnavatnsþing, nell'Islanda settentrionale. Attraverso la Grettis saga apprendiamo che viaggiò insieme a Grettir Ásmundarson e si guadagnò il favore dello jarl Sveinn Hákonarson, diventando suo poeta di corte. Bersi combatté nella battaglia di Nesjar insieme a Sveinn e venne preso prigioniero da Olaf II. Durante la prigionia compose un flokkr e si guadagnò la grazia del re, che lo accolse nella propria corte. Bersi andò in pellegrinaggio a Roma insieme a Sigvatr Þórðarson, ma apprendendo della morte di Olaf tornò in Norvegia, per poi ritornare a Roma dove morì. Leggende successive collocano la sua tomba proprio a San Pietro.

## Opere
Di Bersi rimangono sono il flokkr composto in onore di Olaf durante la prigionia, l'Óláfsflokkr, e una lausavísa, per altro attribuita da Snorri Sturluson a Sigvatr Þórðarson. L'Óláfsflokkr è composto di tre strofe, tramandate da Snorri Sturluson nella Heimskringla.